# Marijana Mavsar
Marijana Mavsar, slovenska častnica - polkovnica, veteranka vojne za Slovenijo, * 13. november 1950, Maribor.

## Vojaška kariera
- povišana v polkovnika (12. maj 2000)
- pomočnica za organizacijsko-mobilizacijske in personalne zadeve, 7. PŠTO Maribor (1991)

## Odlikovanja in priznanja
- srebrna medalja generala Maistra z meči
- srebrna medalja generala Maistra (20. november 1998)
- srebrna medalja Slovenske vojske (8. maj 2002)
- spominski znak Obranili domovino 1991